# Laktóza
Laktóza je disacharid označovaný také jako mléčný cukr, který tvoří podle druhu mléka 2–8 % pevných látek v mléce, i když existuje i mléko se sníženým množstvím laktózy. Laktóza se vyskytuje v mateřském mléce savců. Molekula se skládá z galaktózy a glukózy, spojených β-(1→4) glykosidickou vazbou.

## Metabolismus

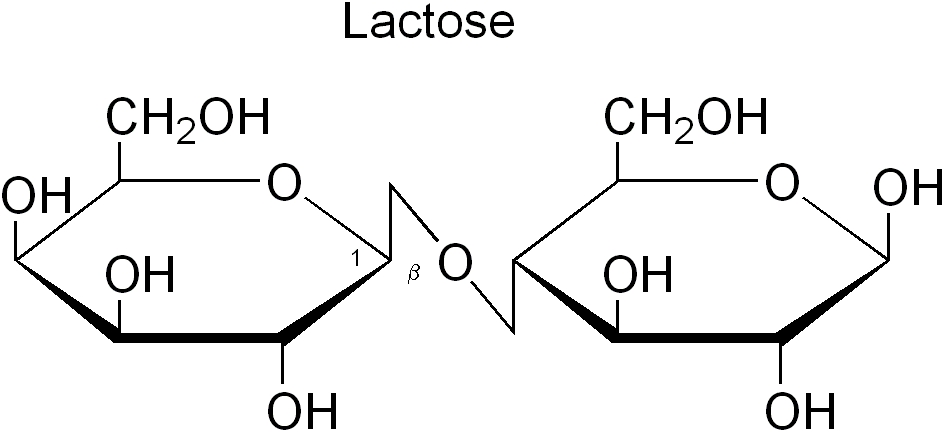
zjednodušená chemická struktura laktózy

U savčích mláďat, která jsou krmena mlékem, je v luminální membráně enterocytu tvořen enzym laktáza, který molekulu laktózy rozštěpí na dvě podjednotky, které se dále absorbují. Bakterie také umí využívat za určitých okolností laktózu a u E. coli k regulaci slouží tzv. lac operon. Neschopnost štěpit laktózu se nazývá intolerance laktózy.
Při ohřevu mléka vzniká nestravitelný disacharid laktulóza, proto je ohřáté mléko (ale též i UHT mléko a bezlaktózové mléko jako takové) subjektivně vnímáno jako sladší.

## Využití
Laktóza se široce využívá k výrobě vitamínových doplňků.